# Vincent Harolimana
Vincent Harolimana (ur. 2 września 1962 w Mpembe) – rwandyjski duchowny katolicki, biskup Ruhengeri od 2012.

## Życiorys
Święcenia kapłańskie otrzymał 8 września 1990 z rąk papieża Jana Pawła II (podczas jego pielgrzymki do Rwandy) i inkardynowany został do diecezji Nyundo. Po święceniach został wikariuszem w Gisenyi, zaś w latach 1993-1999 odbył w Rzymie studia doktoranckie z teologii dogmatycznej. W 2000 powrócił do kraju i został rektorem seminarium w Nyundo.
31 stycznia 2012 papież Benedykt XVI mianował go ordynariuszem diecezji Ruhengeri. Sakry udzielił mu 24 marca 2012 biskup Nyundo - Alexis Habiyambere.